# Carl Froelich
Carl Froelich, nato Carl August Hugo Froelich, (Berlino, 5 settembre 1875 – Berlino, 12 febbraio 1953), è stato un regista, direttore della fotografia, produttore cinematografico e sceneggiatore tedesco.
È considerato uno dei pionieri del cinema tedesco.

## Filmografia

### Regista
- Zu spät (1912)
- Richard Wagner, co-regia di (non accreditato) William Wauer (1913)
- Tirol in Waffen (1914)
- Erstarrte Liebe (1914)
- Nur nicht heiraten (1915)
- Musketier Kaczmarek  (1915)
- Fürst Seppl (1915)
- L'ombrellino con cigno (Der Schirm mit dem Schwan) (1916)
- Werner Krafft  (1916)
- Ikarus, der fliegende Mensch (1918)
- Die Liebschaften der Kaethe Keller (1919)
- Die Verführten (1919)
- Der Tänzer
- Der Klapperstorchverband (1919)
- Das Schicksal der Carola van Geldern  (1919)
- Arme Thea (1919)
- Die Kwannon von Okadera (1920)
- Im Banne der Kralle, co-regia di Leo Kronau (1921)
- Toteninsel  (1921)
- Die Brüder Karamasoff, co-regia di (non accreditato) Dimitri Buchowetzki (1921)
- Irrende Seelen (1921)
- Il buono a nulla (Der Taugenichts) (1922)
- Luise Millerin (1922)
- Josef und seine Brüder
- Der Wetterwart  (1923)
- Mutter und Kind (1924)
- Kammermusik (1925)
- Das Abenteuer der Sibylle Brant (1925)
- Tragödie (1925)
- Rosen aus dem Süden (1926)
- Wehe wenn sie losgelassen (1926)
- Die Flammen lügen (1926)
- Meine Tante - deine Tante (1927)
- Die große Pause (1927)
- Violantha (1927)
- Liebe und Diebe (1928)
- Lotte (1928)
- Zuflucht (1928)
- Liebe im Kuhstall (1928)
- Liebfraumilch (1929)
- Die Frau, die jeder liebt, bist du! (1929)
- La notte è nostra (Die Nacht gehört uns) (1929)
- La Nuit est à nous
- La Barcarolle d'amour, co-regia di Henry Roussel (1930)
- L'incendio dell'opera (Brand in der Oper) (1930)
- Hans in allen Gassen  (1930)
- Mitternachtsliebe, co-regia di Augusto Genina (1931)
- Ragazze in uniforme (Mädchen in Uniform), regia di Leontine Sagan - supervisore (1931)
- Luise, Königin von Preußen (1931)
- Gitta entdeckt ihr Herz (1932)
- Die - oder keine (1932)
- Mieter Schulze gegen alle (1932)
- Liebe auf den ersten Ton (1932)
- Der Choral von Leuthen, co-regia di Arzén von Cserépy (1933)
- Giovinezza (Reifende Jugend) (1933)
- Volldampf voraus! (1934)
- Schlagerpartie (1934)
- Frühlingsmärchen (1934)
- Krach um Jolanthe (1934)
- Ich für dich, du für mich (1934)
- Il poliziotto Schwenke (Oberwachtmeister Schwenke) (1935)
- Le cortigiane del Re Sole (Liselotte von der Pfalz) (1935)
- La grande colpa (Ich war Jack Mortimer) (1935)
- I vinti (Traumulus) (1936)
- Wenn der Hahn kräht (1936)
- Die ganz großen Torheiten (1937)
- Die Umwege des schönen Karl (1938)
- Casa paterna (Heimat) (1938)
- Quattro ragazze coraggiose (Die vier Gesellen) (1938)
- Una inebriante notte di ballo (Es war eine rauschende Ballnacht) (1939)
- Mona Lisa (1939)
- Cuor di regina (Das Herz der Königin) (1940)
- Katharina I. von Russland (1940)
- Der Gasmann (1941)
- Alba d'amore (Hochzeit auf Bärenhof) (1942)
- Familie Buchholz  (1944)
- Neigungsehe (1944)
- Drei Mädchen spinnen (1950)
- Stips (1951)

### Produttore
- Mutter und Kind, regia di Carl Froelich (1924)
- Kammermusik, regia di Carl Froelich (1925)
- Meine Tante - deine Tante, regia di Carl Froelich (1927)
- Die - oder keine , regia di Carl Froelich (1932)
- Giovinezza (Reifende Jugend ), regia di Carl Froelich (1933)
- La grande colpa (Ich war Jack Mortimer), regia di Carl Froelich (1935)
- Una inebriante notte di ballo (Es war eine rauschende Ballnacht), regia di Carl Froelich (1939)

### Sceneggiatore
- Des Lebens Würfelspiel, regia di Adolf Gärtner (1912)
- Die Ehe der Luise Rohrbach, regia di Rudolf Biebrach (1917)
- Alraune, die Henkerstochter, genannt die rote Hanne, regia di Eugen Illés e Joseph Klein (1918)
- Irrende Seelen, regia di Carl Froelich (1921)

### Direttore della fotogragia
- Eva, regia di Curt A. Stark (1913)
- Contessina Ursel (Komtesse Ursel), regia di Curt A. Stark (1913)